# Doidalses de Bitínia

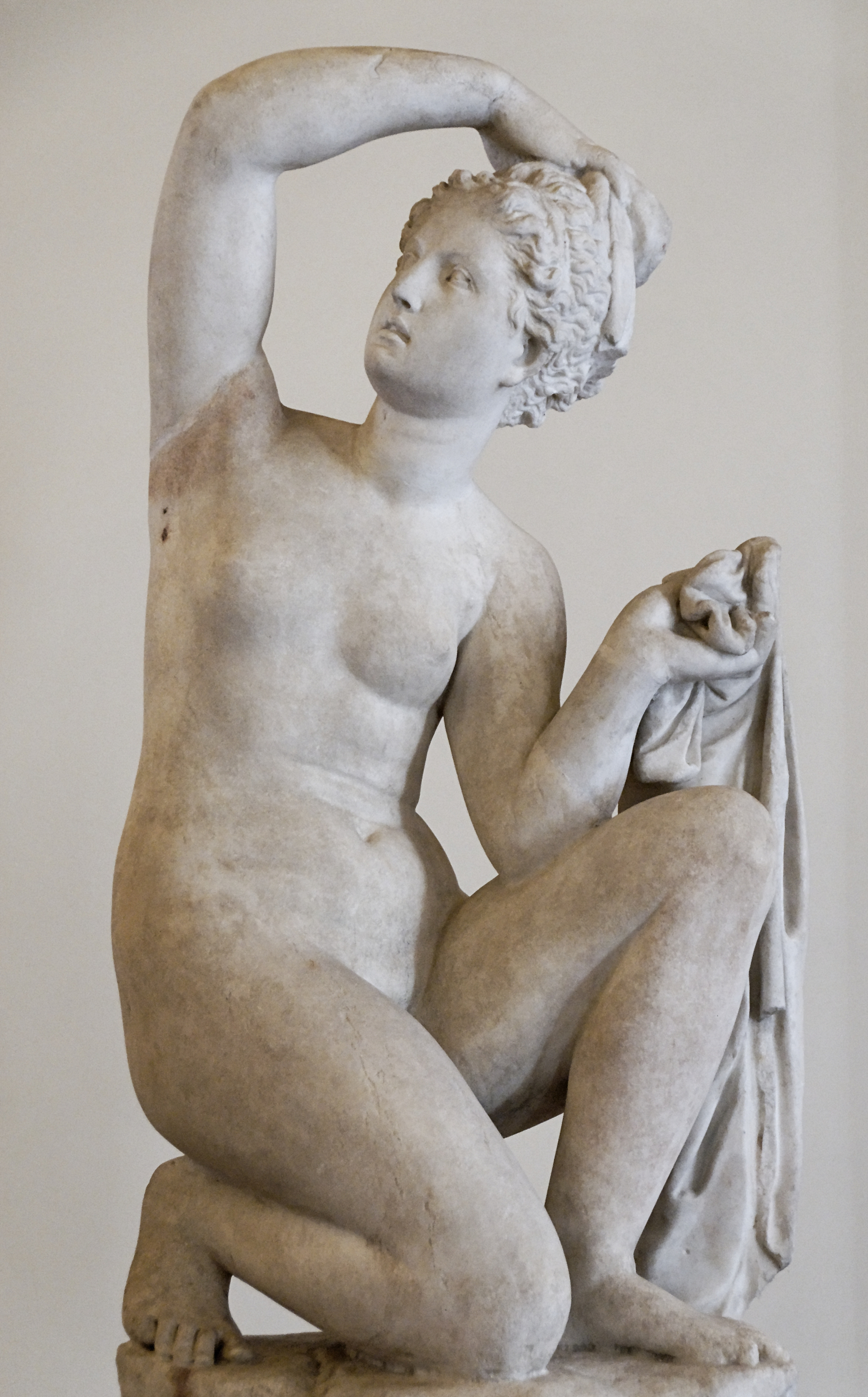
Venus ajupida, Palau Altemps, Museu Nacional Romà.

Doidalses de Bitínia (s. III ae) fou un escultor grec, que treballà preferentment per al rei Nicomedes I de Bitínia.
La seua obra més famosa és la Venus ajupida, cèlebre estàtua molt valorada en l'antiguitat grecoromana, de la qual es feren moltes còpies per decorar palaus, jardins i edificis públics. Actualment n'hi ha còpies en museus de tot el món: Museu del Prado (Madrid), Museu del Louvre (París), Uffizi (Florència), Museu Nacional Romà del Palau Altemps (Roma), British Museum (Londres), Ny Carlsberg Glyptotek (Copenhaguen), Metropolitan Museum of Art (Nova York), Museu Arqueològic de Rodes, etc. També se n'han efectuat versions en l'art modern —principalment del Renaixement—, com les de Giambologna, Antoine Coysevox i Jean-Baptiste Carpeaux, o fins en dibuix o gravat, com les de Marcantonio Raimondi i Martin Heemskerck. Rubens també s'inspirà en aquesta figura per a diverses obres.
L'atribució d'aquesta obra a Doidalses prové de Plini el Vell, que en la Història Natural esmenta l'obra Venerem lavantem sese Daedalsas («Venus rentant-se» de Doidalses), present al temple de Júpiter Stator, prop del Fòrum Romà.